# أميلوريد
أميلوريد (Amiloride) هو مدر للبول حافظ للبوتاسيوم، الذي يمنع الجسم من امتصاص الكثير من الملح، ويحافظ على مستوى البوتاسيوم من الانخفاض . أميلوريد يمارس تأثيره الحافظ للبوتاسيوم من خلال تثبيط إعادة امتصاص الصوديوم في الأنبوبة الملتوية البعيدة والأنبوبة الجامعة القشرية. ويستخدم لعلاج احتباس السوائل (وذمة).

## الإستعمالات
- يمنع نقص البوتاسيوم عند استخدام مدرات البول الأخرى لعلاج :
- تراكم السوائل الزائدة (وذْمة).
- فرْطُ ضغْطِ الدمّ.
- قُصُورُ القلْبِ الاحْتِقانِي.
- تشمُّع الكبد، مع تجمع السوائل في تجويف البطن.
- ارتفاع الألدوستيرون.

## موانع الاستعمال
- مستويات عالية من البوتاسيوم في الدم (> من 5.5 ميلي مكافئ / ليتر)
- التناول المتزامن مع الأدوية الحافظة للبوتاسيوم الأخرى (مثل سبيرونولاكتون) أو مكملات البوتاسيوم.

فشل الكلى لإنتاج البول (انقطاع البول)
- الفشل الكلوي
- اعتلال الكلية السكري
- أمراض الكلى الشديدة
- فرط الحساسية لهذا الدواء.

## الاحتياطات
مدرات البول تسبب إنتاج المزيد من البول، قد تفضل أن تأخذ هذا الدواء في الصباح بدلا من الليل حتى لا يحتاج المريض للتبول في الليل.
فمن المستحسن أن الأشخاص الذين يتناولون هذا الدواء ان يخضعوا لرصد مستوى السوائل والاملاح
إذا كنت تواجه أي من الأعراض التالية أثناء تناول هذا الدواء يجب عليك إبلاغ الطبيب على الفور، بحيث يمكن التحقق من كمية السوائل والأملاح في الجسم : العطش والخمول، والارتباك والضعف والنعاس، وتشنجات العضلات، وإنتاج كميات قليلة من البول، وضربات القلب غير طبيعية، والغثيان والقيء.
يستخدم بحذر في الحالات التالية (بعضها قد يسبب ارتفاع نسبة البوتاسيوم) :
- كبار السن.
- تراجع وظائف الكلى.
- انخفاض وظائف الكبد.
- داء السكري.
- ارتفاع مستوى حمض اليوريك في الدم.
- الخلل في تركيزات الأملاح في الدم.
- زيادة في حموضة الدم (الحماض الأيضي).
- النساء اللواتي يمكن أن يصبحن حوامل.
- الحمل: قد يستخدم تحت اشراف الطبيب
- الرضاعة :غير معروف إن كان يفرز في حليب الأم، يفضل تجنبه

## الأعراض الجانبية
الأعراض الجانبية الأكثر شيوعا:
الإسهال، الصداع، وفقدان الشهية، الغثيان، الضعف

## التداخلات الدوائية
إذا كنت تتناول أي من الأدوية التالية أخبر الطبيب أو الصيدلاني، فقد تحتاج إلى تعديل الجرعة أو إجراء فحوصات معينة:
- مثبطات الانزيم المحول للأنجيوتنسين (على سبيل المثال، إنالابريل، كابتوبريل)
- مضادات مستقبلات أنجيوتنسين II (على سبيل المثال، فالسارتان)
- السيكلوسبورين
- غيره من مدرات البول التي تحفظ البوتاسيوم (مثل الألدوستيرون، تريامتيرين)
- مكملات البوتاسيوم : الاستخدام المتزامن يسبب ارتفاع مستويات البوتاسيوم في الدم وتسبب الخمول، والارتباك، والأحاسيس غير طبيعي للجلد الذراعين والساقين، ثقل في الأطراف، وبطء ضربات القلب أو عدم انتظام أو توقف القلب.
- مضادات الالتهاب اللاستيرويدية (مثل اندوميثاسين) لأنها قد تقلل فعالية أميلوريد ويزيد من مخاطر مشاكل في الكلى وارتفاع مستويات البوتاسيوم في الدم .
- الليثيوم أو كينيدين قد يسبب زيادة خطر الآثار الجانبية وسمية أميلوريد.

## أشكال الدواء
أقراص : 5 ملغ

## الصيغة الكيميائية الجزيئية
C6H8ClN7O. HCl. 2H2O

## الكتلة الجزيئية النسبية(غم /مول)
302.12 غرام /مول

## التخزين
يخزن بعيدا عن الرطوبة، التجمد، الحرارة العالية وبعيدا عن متناول الأطفال .

## المصدر
http://www.altibbi.com/